# Motonautisme aux Jeux olympiques de 1908
Navigation
Édition précédente
Trois épreuves de motonautisme sont organisées durant les Jeux olympiques de 1908. Les trois épreuves se déroulent sur la même distance de 8 milles nautiques, soit environ 14,8 km. À chaque épreuve plusieurs bateaux étaient alignés sur la ligne de départ, mais un seul arrivait, ceci s'expliquant par le vent qui soufflait pendant la course. Les épreuves qui ont lieu les 28 et 29 août 1908 rassemblaient un bateau français (Camille) et cinq britanniques (Dylan, Gyrinus, Quicksilver, Sea Dog et Wolseley-Siddely). C'est la seule et unique fois qu'un sport motorisé aquatique apparait officiellement au programme des Jeux olympiques.

## Calendrier
| Classe A |
| Classe B |
| Classe C |

|  | Jour de compétition |

## Participation
- France (1)
  - Camille : Émile Thubron
- Grande-Bretagne (12)
  - Dylan : Thomas Evelyn Scott-Ellis, AG Fentiman
  - Gyrinus : Isaac Thomas Thornycroft, Bernard Redwood, John Field-Richards
  - Quicksilver : John Marshall Gorham
  - Sea Dog : Warwick Wright, Thomas Weston
  - Wolseley-Siddely : Hugh Grosvenor, George Clowes, Joseph Frederick Laycock, GH Atkinson

## Résultats

### Classe A - open
| Place | Nation          | Bateau           | Temps total     |
| ----- | --------------- | ---------------- | --------------- |
| 1er   | France          | Camille          | 1 h 35 min 34 s |
| -     | Grande-Bretagne | Dylan            | n'a pas terminé |
| -     | Grande-Bretagne | Wolseley-Siddely | n'a pas terminé |

### Classe B - moins de 60 pieds
| Place | Nation          | Bateau      | Temps total     |
| ----- | --------------- | ----------- | --------------- |
| 1er   | Grande-Bretagne | Gyrinus     | 2 h 26 min 53 s |
| -     | Grande-Bretagne | Quicksilver | n'a pas terminé |

### Classe C - 6,5-8 m
| Place | Nation          | Bateau  | Temps total     |
| ----- | --------------- | ------- | --------------- |
| 1er   | Grande-Bretagne | Gyrinus |                 |
| -     | Grande-Bretagne | Sea Dog | n'a pas terminé |

## Tableau des médailles
| Rang | Nation          | Or | Argent | Bronze | Total |
| ---- | --------------- | -- | ------ | ------ | ----- |
| 1    | Grande-Bretagne | 2  | 0      | 0      | 2     |
| 2    | France          | 1  | 0      | 0      | 1     |

## Sources
- (en) Theodore Andrea Cook, The Fourth Olympiad, Being the Official Report, British Olympic Association, Londres, 1908.
- (en) http://users.skynet.be/hermandw/olymp/mtb1908.html